# المجلس الفلسطيني للإسكان
تأسس المجلس الفلسطيني للإسكان عام 1991 في مدينـة القدس كمؤسسة غير ربحية، تهدف إلى تطوير قطاع الإسـكان والمساهمة في حل مشاكل الإسـكان في الأراضي الفلسطينية. 

## التأسيس
تأسس المجلس عام 1991 في مدينة القدس وباشر المجلس أعماله عام 1992 كمؤسسة غير ربحية، هدفها تطوير قطاع الإسكان والمساهمة في حل مشاكل الإسكان التي تفاقمت نتيجة للوضع الاقتصادي والسـياسي في الأراضي الفلسطينية، سُجِّل عام 1997 كجمعية خيرية حسب قانون الجمعيات والهيئات الخيرية الفلسطيني.

## الإدارة
يحكم المجلس هيئة عامة، وكل ثلاث سنوات يُنتخب من بينها مجلس إدارة مكون من 13 عضوًا، يقوم بالإشراف على فريق العمل والذي يضم عدد من المختصين في مجالات عمل المجلس المختلفة.

## أهداف المجلس
أسس المجلس بهدف دراسة واقع الإسكان وحاجاته وللتعاون مع المؤسسات الدولية والمحلية للعمل على تطوير قطاع الإسكان وللمساهمة في تحسين بيئة السكن الخاصة بالفئات الفقيرة والمهمشة وذوي الاحتياجات الخاصة وأيضًا لتعريف دول العالم والمؤسسات المختصة بوضع قطاع الإسكان في فلسطين وحثهم على تقديم الدعم والمساعدة لحل المشاكل التي يعاني منها.

## البرامج
يضم المجلس الفلسطيني للإسكان عدة برامج لتحقيق هدفه وهي:
- برنامج تأهيل المساكن.
- برنامج دعم الإسكان والبنية التحتية.
- برنامج الإقراض، ويشمل:
  - القروض المباشرة:
    - الإقراض الريفي (استُحدِثَ عام 1996)
    - الإقراض الفردي بمدينة القدس (استُحدِثَ عام 1996، وفي عام 2000 وُسِّع نطاق عملية صرف القروض الفردية لتشمل قروض من اجل صيانة وتحسين وتأهيل المنازل القائمة.)

  - القروض غير المباشرة.
- برنامج الترميم في القدس: بدأ المجلس في عام 2002 مجال الترميم في إطار المساهمة في مواجهة سياسة الاحتلال والاستيطان والتهويد داخل أسوار المدينة، وكذلك للحفاظ على الطابع المعماري والحضاري للمدينة وحمايتها من خطر الانهيار، وتدعيمها إنشائيًا بما يضمن استمرارها لسنوات طويلة قادمة.
- البرامج الاستراتيجية، وتشمل:
  - مشروع إسكان الرباط في بيت حنينا: استطاع المجلس في العام 2004 شراء قطع أراض بمساحة 89 دونمًا من الجامعة العبرية بالمزاد العلني في منطقة بيت حنينا في الشمال الغربي من مدينة القدس -داخل ما يسمى اليوم بحدود البلدية- وتحيط المستوطنات بالموقع من جهاته الثلاث، وهو يبعد عن المسجد الأقصى بحدود أربع كيلومترات.
  - مشروع الصمود السكني: أنشأ المجلس في عام 2003 مشروع الصـمود بهدف إيواء العائلات التي لجأت للمركز الثقافي الإسلامي كمأوى لها؛ بعد أن هدمت سلطات الاحتلال منازلها وهُددت بسحب الهوية، أقيم المشروع في قرية صور باهر الواقعة جنوبي مدينة القدس على أرض مســاحتها 2,780 م² اشـتراها المجلس وأوقفها، وهو يحتوي على 30 وحدة سكنية.
  - صندوق الادخار من أجل السكن
  - برنامج الأراضي المخدومة: بدأ العمل ضمن مفهوم البرنامج في عام 2004، تم شراء قطعتي أرض بمساحة 22 دونمًا و23 دونمًا لتنفيذ البرنامج.
- برنامج دعم التخطيط المكاني التشاركي.